# Hegyesi Márton
Hegyesi/Hegyessy Márton (Biharnagybajom, 1846. július 10. – Nagyvárad, 1907. március 14.) ügyvéd, újságíró, publicista, politikus, országgyűlési képviselő.

## Életpályája
Szülei Hegyesi Bálint és Vas Rebeka voltak. Iskoláit szülővárosában és a Debreceni Református Kollégiumban (1859–1867) végezte el. A Beöthy-családnál nevelőként dolgozott 1867-től. Magánúton fejezte be jogi tanulmányait. 1870–1872 között Budapesten Peskó Medárd ügyvéd irodavezetője volt. 1872-ben ügyvédi oklevelet szerzett; Nagyváradon ügyvédi irodát nyitott 1873-ban. 1875–1881 között 48-as programmal a bárándi kerület országgyűlési képviselője volt. 1880–1881 között a 48-as Biharmegyei Lapok szerkesztője volt. 1899–1904 között a Szabadság felelős szerkesztője volt. 1900-ban az ő lapjához, a Szabadsághoz szerződött Ady Endre Nagyváradra.
Közéleti szereplése közben újságírói publicisztikai működést is folytatott. Sokat foglalkozott a szabadságharc történetével.
Az olaszi temetőben lett eltemetve.

## Művei
- 12 Ellenröpirat (Nagyvárad, 1881)
- Bihar vármegye 1848–49-ben (Nagyvárad, 1885)
- 1802 kilométer utazás (Nagyvárad, 1890)
- Újabb adatok Vasvári Pál halálához (Kolozsvár, 1893)
- Az 1848–49-iki harmadik honvédzászlóalj története (Budapest, 1898)
- Segesvár. Világos előtt. Haynau (Nagyvárad, 1899)